# Jagdgeschwader 115
A Jagdgeschwader 115 foi uma asa de treino de pilotagem de caças da Luftwaffe, durante a Alemanha Nazi. Foi formada no dia 3 de setembro de 1944 em Hagenow, a partir do Flugzeugführerschule B35. No mês seguinte, no dia 15 de outubro de 1944, a unidade foi renomeada I./JG 107.